# MySQL
A MySQL egy többfelhasználós, többszálú, SQL-alapú relációs adatbázis-kezelő szerver.
A szoftver eredeti fejlesztője a svéd MySQL AB cég, amely kettős licenceléssel
tette elérhetővé a MySQL-t; választható módon vagy a GPL szabad szoftver licenc, vagy egy zárt (tulajdonosi) licenc érvényes a felhasználásra. 2008 januárjában a Sun felvásárolta 800 millió dollárért a céget. 2010. január 27-én a Sunt felvásárolta az Oracle Corporation, így a MySQL is az Oracle tulajdonába került.
A MySQL az egyik legelterjedtebb adatbázis-kezelő, aminek egyik oka lehet, hogy a teljesen nyílt forráskódú LAMP (Linux–Apache–MySQL–PHP) összeállítás részeként költséghatékony és egyszerűen beállítható megoldást ad dinamikus webhelyek szolgáltatására.

## Elérhetősége programnyelvekből
Egyedi illesztőfelületekkel az adatbázis-kezelő elérhető C, C++ , C#, Delphi, Eiffel, Smalltalk, Java, Lisp, Perl, PHP, Python, Ruby és Tcl programozási nyelvvel.
Egy MyODBC nevű ODBC interfész további, ODBC-t kezelő nyelvek számára is hozzáférhetővé teszi az adatbázis-kezelőt. A MySQL számára az ANSI C a natív nyelv.

## Adminisztrációja

A LAMP (és XAMPP) szoftvercsomag is tartalmaz MySQL adatbáziskezelőt

A MySQL adatbázisok adminisztrációjára a mellékelt parancssori eszközöket (mysql és mysqladmin) használhatjuk. A MySQL honlapjáról grafikus felületű adminisztráló eszközök is letölthetők: MySQL Administrator és MySQL Query Browser.
Széles körben elterjedt és népszerű adminisztrációs eszköz a PHP nyelven írt, nyitott forráskódú phpMyAdmin.
A phpMyBackupPro (amelyet szintén PHP-ban írtak) adatbázisok  (akár időzített, ismétlődő)  mentésére szolgál eszközül.

## A MySQL jellemzői

### Platformok
A MySQL különböző platformokon futtatható: AIX, BSDi, FreeBSD, HP-UX, Linux, Mac OS X, NetBSD, Novell NetWare, OpenBSD, OS/2 Warp, QNX, SGI IRIX, Solaris, SunOS, SCO OpenServer, SCO UnixWare, OpenVMS, Tru64, Windows 95, Windows 98, Windows NT, Windows 2000, Windows XP és a Windows frissebb verziói. Már Mac OS X 10.4-re is elérhető.

## Képességek
A MySQL 5.x képességei:
- ANSI SQL 99, számos kiegészítéssel
- Keresztplatformos elérhetőség
- Tárolt eljárások
- Adatbázis triggerek
- Kurzor adatbázisok
- "View" adatbázisok
- Valódi VARCHAR támogatás
- INFORMATION_SCHEMA támogatás
- "Strict" (szigorú) mód
- X/Open XA elosztott tranzakció-feldolgozás (DTP) támogatása; az Innobase InnoDB motorjának használata
- Különálló tároló motorok,(MyISAM olvasási sebességért, InnoDB a tranzakciókhoz és a referenciális integrációhoz, MySQL Archive az elavult adatok kevés helyen történő tárolására
- Tranzakciók az InnoDB, BDB és Cluster tároló motorokkal
- SSL támogatás
- Lekérdezés gyorstár (cache)
- Egymásba ágyazott SELECT -ek
- Szöveges indexelés és keresés a MyISAM motorral
- Beágyazott adatbázis-könyvtár
- Részleges Unicode támogatás
- ACID megfelelés az InnoDB-vel, BDB-vel és Cluster-rel
- Továbbfejlesztett MySQL Cluster
- „Példányosítás”

### Megkülönböztető képességek
A következő képességekkel a MySQL rendelkezik, számos más relációs adatbázisrendszerrel ellentétben.
- Többféle tároló motor, amelyek között bármely táblához szabadon választhatunk
- Natív tároló motorok (MyISAM, Falcon, Merge, Memory (heap), MySQL Federated, MySQL Archive, CSV, Blackhole, MySQL Cluster, Berkeley DB, EXAMPLE, és Maria)
- Partnerek által fejlesztett tároló motorok (InnoDB, solidDB, NitroEDB, BrightHouse)
- Közösségi fejlesztésű tároló motorok (memcached, httpd, PBXT, Revision Engine)
- Akár egyéni tároló motor
- Commitek csoportosítása, több tranzakció fogadása többféle kapcsolatról, melyek meggyorsítják a tranzakciók lefolyását.